# Aconitum decipiens
Aconitum decipiens är en ranunkelväxtart som beskrevs av Vorosh. och Anfalov. Aconitum decipiens ingår i släktet stormhattar, och familjen ranunkelväxter. Inga underarter finns listade i Catalogue of Life.